# Persone di nome Giovanni/Scrittori
| Questa pagina contiene informazioni ricavate automaticamente dalle voci biografiche con l'ausilio del template Bio e di un bot. L'aggiornamento è periodico e automatico e ricostruisce completamente la pagina. Se manca una persona in questa lista, sei pregato di non aggiungerla, ma accertati piuttosto che la sua voce biografica contenga il template Bio e che i dati anagrafici siano correttamente compilati. Se il template Bio manca, inseriscilo tu stesso o, in alternativa, metti l'avviso {{tmp\|Bio}} che ne segnala la mancanza. Se i dati riportati sono sbagliati, correggi direttamente la voce biografica; le modifiche saranno visibili in questa lista entro pochi giorni. Per chiarimenti vedi il progetto antroponimi. La lista contiene solo le 103 persone che sono citate nell'enciclopedia e per le quali è stato implementato correttamente il template Bio. Pagina aggiornata al 22 lug 2025. |

Questa è una lista di persone presenti nell'enciclopedia che hanno il nome Giovanni e sono scrittori.

## A(6)
- Giovanni B. Algieri, scrittore, regista e sceneggiatore italiano (Corigliano Calabro, n. 1989)
- Giovanni Battista Alton, scrittore austro-ungarico (Colfosco, n. 1845 - Rovereto, † 1900)
- Giovanni Arca, scrittore, storico e gesuita italiano (Bitti, n. 1562 - Bitti, † 1599)
- Giovanni Battista Armenini, scrittore e pittore italiano (Faenza, n. 1530 - Faenza, † 1609)
- Giovanni Attilio Arnolfini, scrittore e idrologo italiano (Lucca, n. 1733 - Lucca, † 1791)
- Giovanni Arpino, scrittore, giornalista e poeta italiano (Pola, n. 1927 - Torino, † 1987)

## B(15)
- Giovanni Andrea Barotti, scrittore italiano (Ficarolo, n. 1701 - Ferrara, † 1772)
- Giovanni Bellini, scrittore e poeta italiano (Poggio a Caiano, n. 1890 - Plava, † 1915)
- Giovanni Bernardini, scrittore e giornalista italiano (Pescara, n. 1923 - Monteroni di Lecce, † 2020)
- Giovanni Bertinetti, scrittore e commediografo italiano (Torino, n. 1872 - Beinasco, † 1950)
- Giovanni Biavi, scrittore, poeta e storico italiano (Cervignano del Friuli, n. 1684 - Cervignano del Friuli, † 1755)
- Giovanni Ambrogio Biffi, scrittore italiano (Milano)
- Giovanni Battista Biffi, scrittore italiano (Cremona, n. 1736 - Cremona, † 1807)
- Giovanni Battista Birelli, scrittore e alchimista italiano (Siena - Firenze, † 1619)
- Giovanni Boccaccio, scrittore e poeta italiano (Certaldo, n. 1313 - Certaldo, † 1375)
- Giovanni Serafino Bona, scrittore dalmata (Ragusa di Dalmazia - Ragusa di Dalmazia, † 1658)
- Giovanni Bonalumi, scrittore e saggista svizzero (Muralto, n. 1920 - Locarno, † 2002)
- Giovanni Maria Bonardo, scrittore, agronomo e cosmologo italiano (Fratta Polesine, n. 1523 - † 1590)
- Giovanni Bonifacio, scrittore, giurista e storiografo italiano (Rovigo, n. 1547 - Padova, † 1635)
- Giovanni Bucci, scrittore italiano (Fossombrone, n. 1883 - Montecatini Terme, † 1961)
- Giovanni Burgio, scrittore italiano (Bologna, n. 1961)

## C(12)
- Giovanni Battista Canepa, scrittore, antifascista e partigiano italiano (Chiavari, n. 1896 - Milazzo, † 1994)
- Giovanni Cantoni, scrittore italiano (Piacenza, n. 1938 - Piacenza, † 2020)
- Gianrico Carofiglio, scrittore, ex magistrato e ex politico italiano (Bari, n. 1961)
- Giovanni Battista Cavalcaselle, scrittore, storico dell'arte e critico d'arte italiano (Legnago, n. 1819 - Roma, † 1897)
- Giovanni Cavicchioli, scrittore e giornalista italiano (Mirandola, n. 1894 - Mirandola, † 1964)
- Gianni Celati, scrittore, traduttore e anglista italiano (Sondrio, n. 1937 - Brighton, † 2022)
- Giovanni Antonio Ciantar, scrittore e storiografo maltese (La Valletta, n. 1696 - † 1778)
- Giovanni Cocco, scrittore italiano (Como, n. 1976)
- Giovanni Comisso, scrittore e viaggiatore italiano (Treviso, n. 1895 - Treviso, † 1969)
- Giovanni Commare, scrittore italiano (Campobello di Mazara, n. 1948)
- Giovanni Cotta, scrittore e umanista italiano (Vangadizza di Legnago - Viterbo, † 1510)
- Wu Ming 2, scrittore italiano (Bologna, n. 1974)

## D(12)
- Giovanni D'Alessandro, scrittore italiano (Ravenna, n. 1955)
- Giovanni Daraio, scrittore e presbitero italiano (Tricarico, n. 1873 - New York, † 1959)
- Giovanni De Totto, scrittore, poeta e politico italiano (Capodistria, n. 1914 - Roma, † 1995)
- Giovanni Degli Agostini, scrittore, bibliotecario e francescano italiano (Venezia, n. 1701 - Venezia, † 1755)
- Giovanni Del Ponte, scrittore italiano (Torino, n. 1965)
- Giovanni della Grossa, scrittore italiano (Grossa, n. 1388 - Grossa, † 1464)
- Giovanni Di Iacovo, scrittore e politico italiano (Pescara, n. 1975)
- Giovanni Pietro Dolfin, scrittore, teologo e religioso italiano (Brescia, n. 1709 - Brescia, † 1770)
- Giovanni Dozzini, scrittore e giornalista italiano (Perugia, n. 1978)
- Giovanni Drovetti, scrittore, commediografo e poeta italiano (Sesto San Giovanni, n. 1879 - Torino, † 1958)
- Giovanni Dusi, scrittore e partigiano italiano (Verona, n. 1923 - Verona, † 2003)
- Giovanni da Capua, scrittore e traduttore italiano (Capua - Roma)

## E(2)
- Giovanni Eroli, scrittore, storico e storico dell'arte italiano (Narni, n. 1813 - Narni, † 1904)
- Giovanni Esarca, scrittore e religioso bulgaro

## F(7)
- Giovanni Faldella, scrittore, giornalista e politico italiano (Saluggia, n. 1846 - Vercelli, † 1928)
- Giovanni Battista Fassola, scrittore e storico italiano (Varallo, n. 1648 - Parigi, † 1713)
- Giovanni Ferrara, scrittore, storico e politico italiano (Roma, n. 1928 - Pavia, † 2007)
- Giovanni Filocamo, scrittore, fisico e divulgatore scientifico italiano (Genova, n. 1978 - Genova, † 2020)
- Giovanni Antonio Fineo, scrittore italiano
- Giovanni Fiore da Cropani, scrittore e religioso italiano (Cropani, n. 1622 - Cropani, † 1683)
- Giovanni Fiorentino, scrittore italiano

## G(10)
- Gio Evan, scrittore, poeta e cantautore italiano (Molfetta, n. 1988)
- Giovanni Gigliozzi, scrittore, giornalista e regista radiofonico italiano (Roma, n. 1919 - Roma, † 2007)
- Giovanni di Fécamp, scrittore e abate italiano (Ravenna - Fécamp, † 1078)
- Giovanni di Bonandrea, scrittore italiano (Bologna - † 1321)
- Giovanni Giovine, scrittore e prete italiano (Taranto, n. 1536)
- Giovanni Girgenti, scrittore e drammaturgo italiano (Bagheria, n. 1897 - Palermo, † 1979)
- Giovanni Francesco Gondola, scrittore e poeta dalmata (Ragusa di Dalmazia, n. 1588 - Ragusa di Dalmazia, † 1638)
- Giovanni Greco, scrittore e traduttore italiano (Roma, n. 1970)
- Giovanni Gualdoni, scrittore, fumettista e sceneggiatore italiano (Busto Arsizio, n. 1974)
- Ottaviano Guasco, scrittore e traduttore italiano (Bricherasio, n. 1712 - Verona, † 1781)

## K(1)
- Giovanni Kreglianovich Albinoni, scrittore, librettista e drammaturgo italiano (Zara, n. 1777 - Zara, † 1838)

## L(4)
- Giovanni La Cecilia, scrittore, politico e rivoluzionario italiano (Napoli, n. 1801 - Napoli, † 1880)
- Giovanni Lido, scrittore e funzionario bizantino (Filadelfia, n. 490)
- Giovanni Lovrich, scrittore e etnografo dalmata (Signo - Signo, † 1777)
- Giovanni Luzzi, scrittore, poeta e commediografo italiano (Milano, n. 1901 - † 1982)

## M(4)
- Giovanni Ambrogio Marini, scrittore italiano (Venezia, n. 1596 - Genova, † 1668)
- Giovanni Mariotti, scrittore, traduttore e saggista italiano (Pietrasanta, n. 1936)
- Giovanni Mongini, scrittore, produttore cinematografico e saggista italiano (Ferrara, n. 1944 - Gaiba, † 2025)
- Giovanni Montanaro, scrittore italiano (Venezia, n. 1983)

## N(2)
- Giovanni Nicosia, scrittore, giornalista e partigiano italiano (Riesi, n. 1919 - Roma, † 1972)
- Giovanni Nuvoletti, scrittore, attore e personaggio televisivo italiano (Gazzuolo, n. 1912 - Abano Terme, † 2008)

## O(1)
- Giovanni Orelli, scrittore e poeta svizzero (Bedretto, n. 1928 - Lugano, † 2016)

## P(10)
- Gianni Padoan, scrittore, ambientalista e etologo italiano (Velletri, n. 1927 - Lecco, † 1995)
- Giovanni Pagogna, scrittore italiano (Belluno, n. 1980)
- Giovanni Paneroni, scrittore italiano (Rudiano, n. 1871 - Rudiano, † 1950)
- Giovanni Papini, scrittore, poeta e saggista italiano (Firenze, n. 1881 - Firenze, † 1956)
- Giovanni Pasetti, scrittore italiano (Mantova, n. 1958)
- Giovanni Passeri, scrittore italiano (Lanciano, n. 1918 - Roma, † 2001)
- Giovanni Pirelli, scrittore e partigiano italiano (Velate, n. 1918 - Genova, † 1973)
- Giovanni Piubello, scrittore italiano (San Bonifacio, n. 1921 - Mantova, † 1983)
- Giovanni Francesco Pivati, scrittore italiano (Padova, n. 1689 - Venezia, † 1764)
- Vanni Pucci, scrittore, poeta e illustratore italiano (Palermo, n. 1877 - Palermo, † 1964)

## R(6)
- Giovanni Rabizzani, scrittore, poeta e traduttore italiano (Mondolfo, n. 1884 - Pistoia, † 1918)
- Gianni Rodari, scrittore, pedagogista e giornalista italiano (Omegna, n. 1920 - Roma, † 1980)
- Giovanni Titta Rosa, scrittore e critico letterario italiano (Santa Maria del Ponte, n. 1891 - Milano, † 1972)
- Giovanni Rossi, scrittore, giornalista e critico musicale italiano (Modena, n. 1974)
- Giovanni di Bernardo Rucellai, scrittore italiano (Firenze, n. 1475 - Roma, † 1525)
- Giovanni Domenico Ruffini, scrittore e patriota italiano (Genova, n. 1807 - Taggia, † 1881)

## S(6)
- Giovanni Sabadino degli Arienti, scrittore e politico italiano (Bologna - Bologna, † 1510)
- Giovanni Francesco Savaro, scrittore e oratore italiano (Pizzo, n. 1610 - Mileto, † 1682)
- Giovanni Sercambi, scrittore e illustratore italiano (Lucca - Lucca, † 1424)
- Giovanni Stobeo, scrittore bizantino (Stobi)
- Giovanni Francesco Straparola, scrittore italiano (Caravaggio, n. 1480)
- Giani Stuparich, scrittore e militare italiano (Trieste, n. 1891 - Roma, † 1961)

## T(2)
- Bernardino Tafuri, scrittore e bibliografo italiano (Nardò, n. 1695 - Nardò, † 1760)
- Giovanni Testori, scrittore, giornalista e poeta italiano (Novate Milanese, n. 1923 - Milano, † 1993)

## V(3)
- Giambattista Verci, scrittore e storico italiano (Bassano del Grappa, n. 1739 - Rovigo, † 1795)
- Giovanni Maria Verdizotti, scrittore e pittore italiano (Venezia, n. 1525 - Venezia, † 1600)
- Giovanni Verga, scrittore, drammaturgo e politico italiano (Catania, n. 1840 - Catania, † 1922)